# XO望遠鏡
XO望遠鏡（XO Telescope）是位於夏威夷茂宜島海拔3054公尺的海勒卡拉火山頂的望遠鏡。該望遠鏡以一對焦距200 mm的望遠鏡頭組成，是以凌日法偵測太陽系外行星，其原理相當類似跨大西洋系外行星搜尋計畫（Trans-atlantic Exoplanet Survey, TrES）。硬體花費為六萬美金，相關軟體花費則要少得多。

## 發現的行星
XO望遠鏡已經發現五顆行星，其中四顆是熱木星，另一顆 XO-3b 則可能是棕矮星。所有系外行星都以凌日法發現。

## 其他凌日法系外行星巡天
- 跨大西洋系外行星搜尋計畫（Trans-atlantic Exoplanet Survey, TrES）
- 匈牙利自动望远镜网络计划（HATNet Project, HAT）

## 外部連結
- The XO Project website 美國國會圖書館的存檔，存档日期2011-02-06
- Astronomers Catch Planet By Unusual Means （页面存档备份，存于） (SpaceDaily) May 19, 2006